# Boophis solomaso
Boophis solomaso är en groddjursart som beskrevs av Vallan, Vences och Frank Glaw 2003. Boophis solomaso ingår i släktet Boophis och familjen Mantellidae. IUCN kategoriserar arten globalt som otillräckligt studerad. Inga underarter finns listade.